# Vicente Rios
Vicente Silvério Rios (Guapó, 22 de janeiro de 1954 – Goiânia, 29 de setembro de 2022) foi um cinegrafista, diretor e produtor de documentários brasileiro.  Entre 1980 e 1990, junto ao diretor inglês Adrian Cowell, foi coprodutor, codiretor e cinegrafista de 18 documentários sobre a Amazônia, exibidos em mais de 50 países. Parte desses documentários comporiam a premiada série "A Década da Destruição" que originou também o livro, de mesmo nome, escrito por Adrian Cowell (The Decade of Destruction, no original em inglês).
Rios foi premiado pela ONU com o Global 500 em 1987 e com o Prêmio Chico Mendes de Meio Ambiente em 2007. É doutor honoris causa pela Universidade Estadual de Montes Claros.

## Carreira
Começou seus trabalhos com filmagens na década de 1970. Vicente Rios filmou durante 30 anos a Amazônia brasileira, acompanhado sua devastação, o movimento migratório para o norte do Brasil e os conflitos por ele ocasionados, em especial aqueles envolvendo posseiros, grileiros de terra, povos indígenas, madeireiros, latifundiários, seringueiros e também garimpeiros. Seu trabalho acompanhou a ascensão e o declínio da mina de Serra Pelada, os conflitos por terra nos estados do Tocantins e Pará, bem como o conflito entre os homens do campo que migravam em busca de terras para trabalhar e os povos indígenas, acuados com o avanço sobre seu espaço.
Adrian Cowell e Vicente Rios foram responsáveis também por dar maior alcance à voz e à luta do seringueiro, sindicalista e ambientalista Chico Mendes. No filme "Chico Mendes Eu Quero Viver" é retratada a vida do ambientalista, suas lutas, e a fatídica previsão que o próprio Chico faria de sua própria morte.
Vicente foi também diretor de fotografia e cinegrafista no segmento "Ten Thousand Years Older" de Werner Herzog no projeto Ten Minutes Older.
Vicente Rios foi ainda supervisor do acervo "Histórias da Amazônia", na PUC Goiás. Seus trabalhos, parte integrante do acervo, foram objetos de inúmeros estudos e teses de doutorado e mestrado.
Por diversas vezes Vicente colocou sua vida em risco, realizando filmagens perigosas em meio a conflitos entre posseiros e fazendeiros, como é retratado no filme "Matando por Terras"  e ainda na tentativa de contato com povos indígenas isolados. Tais feitos o renderam a alcunha de "o câmera mais corajoso do oeste."

## Morte
Vicente Rios faleceu aos 68 anos em 29 de setembro de 2022, vítima de um câncer de esôfago.

## Premiações
| Ano  | Títulos |
| ---- | --- |
| 2023 | Troféu Luiz Gonzaga Soares - Prêmio de melhor filme segundo o júri popular (Festival Internacional de Cinema e Vídeo Ambiental, Fica)                  |
| 2023 | Prêmio João Bennio - Melhor Filme Goiano (Festival Internacional de Cinema e Vídeo Ambiental, Fica)                                                    |
| 2018 | Prêmio Rodrigo Melo Franco de Andrade 2018, Instituto do Patrimônio Histórico e Artístico Nacional (Iphan)                                             |
| 2018 | Homenageado de honra, IX Festival Internacional Pachamama                                                                                              |
| 2015 | Troféu/Homenagem pelo trabalho de produção fílmica., I Festival Internacional Amazônia de Cinema de Fronteira                                          |
| 2012 | Melhor Documentário para o filme "Visões da Floresta", 14º Festival Internacional de Cinema Ambiental (FICA) - 10 ABD Goiás                            |
| 2012 | Melhor Montagem para Frederico Mael, 14º Festival Internacional de Cinema Ambiental (FICA) - 10 ABD Goiás                                              |
| 2012 | Menção honrosa para o documentário Visões da Floresta , pela beleza da fotografia e importância temática, 10ª Edição do Festcineamazônia - Rondônia    |
| 2012 | Menção honrosa para o documentário Visões da Floresta, pela preservação e divulgação das questões ambientais, 12º Goiânia Mostra Curtas                |
| 2011 | Homenagem por Documentar a Amazônia por 30 anos, Associação Brasileira de Documentarista e Curtas-metragistas e Associação Brasileira de Documentários |
| 2008 | Troféu Imprensa, Festival Internacional de Cinema Ambiental (FICA)                                                                                     |
| 2008 | Troféu Jesco Von Puttkamer - Melhor média Metragem, Festival Internacional de Cinema Ambiental (FICA)                                                  |
| 2008 | Prêmio de florestania Chico Mendes, Governo do Estado do Acre                                                                                          |
| 2007 | 1º Lugar no Prêmio Chico Mendes de Meio Ambiente - Categoria de Arte e Cultura, Ministério do Meio Ambiente                                            |
| 2004 | Troféu Mapinguari, Cineamazonia |
| 2002 | Troféu José Petrillo Incentivo à Produção Goiana, Festival de Internacional de Cinema Ambiental (FICA)                                                 |
| 2000 | Troféu Imprensa, Festival Internacional de Cinema Ambiental (FICA)                                                                                     |
| 1991 | BLUE RIBBON AWARD, American Film and Video Association                                                                                                 |
| 1991 | BLUE RIBBON AWARD, American Film and Video Festival |
| 1991 | GOLD APPLE AWARD, National Educational Film & Video Festival                                                                                           |
| 1990 | GOLDEN GATE AWARD, Best Television Environmental Documentary, International S Film Festival                                                            |
| 1988 | CERTIFICATE OF MERIT, Organização das Nações Unidas (ONU)                                                                                              |

1. ↑  Casa de Oswaldo Cruz. «Vicente Silvério Rios (Registro de autoridade)». Base Arch. Casa de Oswaldo Cruz/Fiocruz. Consultado em 30 de janeiro de 2024
2. 1 2 3 4  Milanez, Felipe (28 de setembro de 2022). «Morre Vicente Rios, o maior cinegrafista da Amazônia». CartaCapital. Consultado em 21 de maio de 2023
3. ↑  Casa de Oswaldo Cruz. «A Década da Destruição (The Decade of Destruiction) - Base Arch». basearch.coc.fiocruz.br. Casa de Oswaldo Cruz/Fiocruz. Consultado em 21 de maio de 2023
4. ↑  Pasquini, Patrícia (8 de outubro de 2022). «Vicente Silvério Rios (1954 - 2022) - Mortes: Dedicou-se a retratar a Amazônia e os povos indígenas». Folha de S.Paulo. Consultado em 21 de maio de 2023
5. 1 2 3 4 5 6 7 8 9 10 11 12 13 14 15 16 17 18 19 20 21 22 23 24  Ferreira, Gustavo Henrique Cepolini (4 de novembro de 2020). «Vicente Rios, Doutor Honoris Causa:  um legado cinematográfico para a Amazônia e seus povos». Universidade Estadual de Montes Claros. Verde Grande: Geografia e Interdisciplinaridade. 4 (1). ISSN 2675-2395. Consultado em 21 de maio de 2023
6. ↑  «Filme exibido em Cannes tem participação de índios brasileiros». Folha de S.Paulo. 20 de maio de 2002. Consultado em 21 de maio de 2023
7. ↑  «Obra cinematográfica de Adrian Cowell: um legado para a Amazônia – Paco Editorial». Consultado em 21 de maio de 2023
8. ↑  Milanez, Felipe (2 de fevereiro de 2023). «Felipe Milanez: Os inimigos do documentarista Adrian Cowell». Amazônia Latitude. Consultado em 20 de maio de 2023
9. ↑  «Matando por Terras na Curva do Massacre». CartaCapital. 16 de abril de 2015. Consultado em 20 de maio de 2023
10. ↑  «Morre o cinegrafista Vicente Rios em Goiânia». Poder Goiás. 29 de setembro de 2022. Consultado em 20 de maio de 2023
11. 1 2  «Confira a lista dos filmes vencedores do Fica 2023». O Popular. 18 de junho de 2023. Consultado em 13 de julho de 2023